# Onychopterocheilus mochii
Onychopterocheilus mochii är en stekelart som först beskrevs av Giordani Soika 1942.  Onychopterocheilus mochii ingår i släktet Onychopterocheilus och familjen Eumenidae. Inga underarter finns listade i Catalogue of Life.